# Diaphora sordida
Diaphora sordida is een vlinder uit de familie van de spinneruilen (Erebidae), onderfamilie beervlinders (Arctiinae). De wetenschappelijke naam van de 
soort is voor het eerst geldig gepubliceerd in 1803 door Hübner.
Deze nachtvlinder komt voor in Europa.